# Georges Lumpp
Georges Joseph Lumpp (* 18. September 1874 in La Guiche; † 1. Oktober 1934 in Collonges-au-Mont-d’Or) war ein französischer Ruderer.
Im Jahr 1900 trat er zusammen mit Charles Perrin, Daniel Soubeyran, Émile Wegelin und einem unbekannten Steuermann bei den Olympischen Spielen in Paris im Vierer mit Steuermann an. Im zweiten Halbfinale landeten sie hinter dem Team aus den Niederlanden auf dem zweiten Platz und wären damit eigentlich ausgeschieden gewesen. Aufgrund einer Kontroverse um die Finalteilnehmer, gab es letztendlich zwei Finalläufe mit eigens vergebenen Medaillen. Im ersten Finallauf nahm Lumpp mit seinem Team teil und gewann mit einer Zeit von 7:18,0 Minuten die Silbermedaille.
Sein Verein war der Club Nautique de Lyon.